# Brooklyn, Iowa
Brooklyn là một thành phố thuộc quận Poweshiek, tiểu bang Iowa, Hoa Kỳ. Năm 2010, dân số của thành phố này là 1468 người.

## Dân số
Dân số qua các năm:
- Năm 2000: 1367 người.
- Năm 2010: 1468 người.